# Adriaan van Roomen
Adriaan van Roomen (n. 29 septembrie 1561 – d. 4 mai 1615), cunoscut și ca Adrianus Romanus a fost un matematician flamand.

## Biografie
S-a născut la Louvain.
Printre profesori l-a avut pe Christophorus Clavius.
Îl cunoaște pe Johannes Kepler și François Viète.
Cu acesta din urmă discută diverse chestiuni matematice.
A fost profesor de matematică și medicină la Louvain și Würzburg, medic al episcopului, iar mai târziu matematicianul curții regale a Poloniei.

## Contribuții
Realizările sale se înscriu în domeniul algebrei, geometriei și trigonometriei.
Astfel, utilizând rezultatele lui Al-Kashi, în 1590 utilizează metoda poligoanelor regulate și calculează valoarea lui π cu 15 zecimale exacte.
A combătut modul cum Joseph Justus Scaliger și Oronce Finé au efectuat cuadratura cercului.
Cuadratura lui van Roomen a fost la rândul acesteia combătută de Pietro Cataldi.
A propus rezolvarea unei ecuații de gradul 45, a cărei soluție generală a fost găsită de François Viète, arătând că ecuația are 23 de rădăcini, celelalte corespunzând valorilor negative care nu erau considerate drept soluții.

## Scrieri

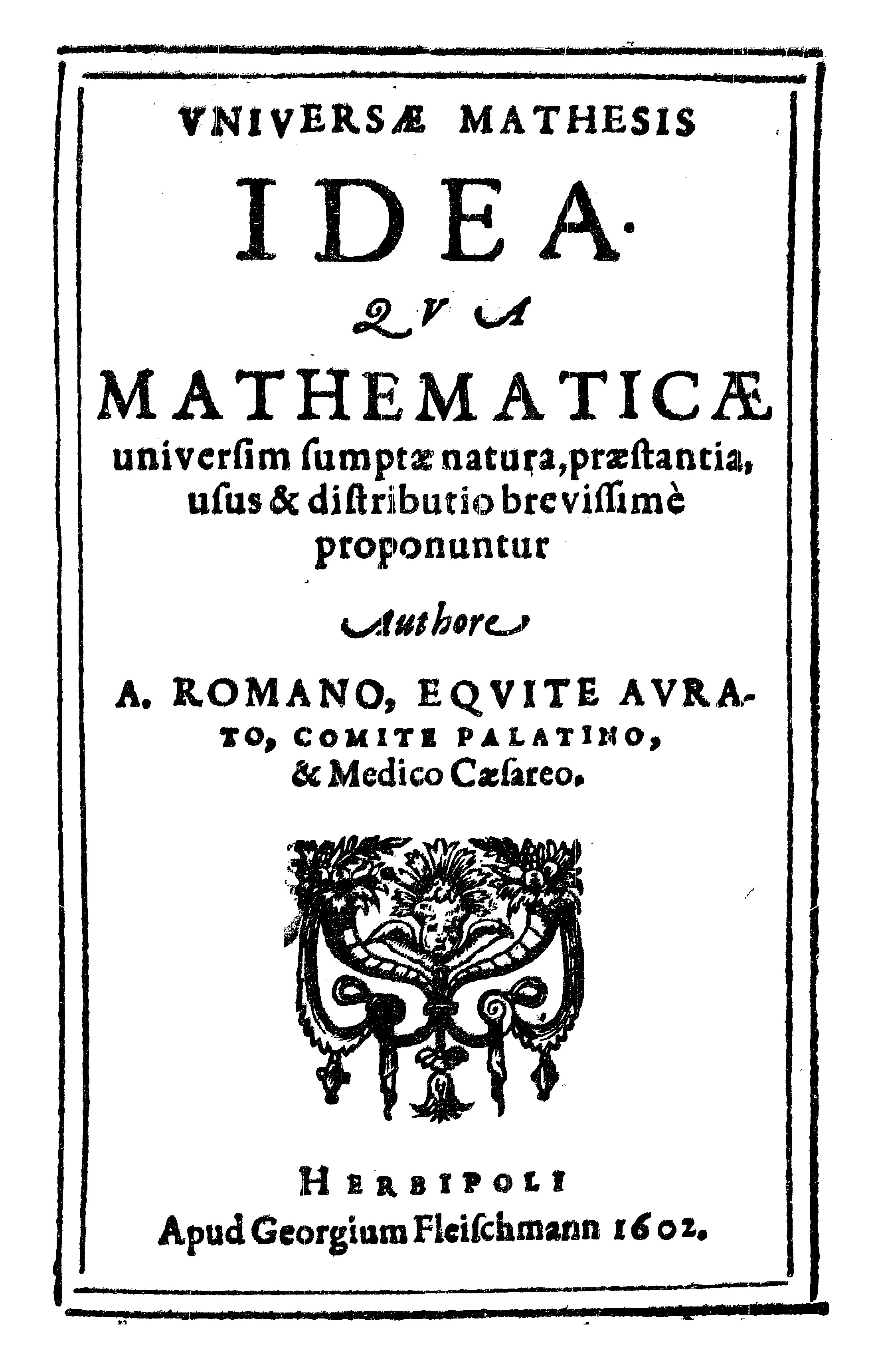
Universae mathesis idea, 1602

- Ideae Mathematicae Pars Primae, seu Methodus Polygonarus, Anvers (1583)
- Archimedis Circuli Dimensionum Exposito et Analysis, Würzburg (1597)
- Apologia pro Archimede, ad clarissimus Josephum Scalingerum exercitationes cyclicae Orontius Fineaus et Raymorum ursum (1597)
- Mathesis Polemica, Frankfurt (1605)
- Canon Triangulorum Sphaericorum, Mainz (1609).